# Nichlaul
Nichlaul es un pueblo y nagar Panchayat situado en el distrito de Maharajganj en el estado de Uttar Pradesh (India). Su población es de 18414 habitantes (2011). Se encuentra a 80 km de Gorakhpur.

## Demografía
Según el censo de 2011 la población de Nichlaul era de 18414 habitantes, de los cuales 9532 eran hombres y 8882 eran mujeres. Nichlaul tiene una tasa media de alfabetización del 77,06%, superior a la media estatal del 67,68%: la alfabetización masculina es del 86,30%, y la alfabetización femenina del 67,16%.